# Henricia orientalis
Henricia orientalis är en sjöstjärneart som beskrevs av Alexander Michailovitsch Djakonov 1950. Henricia orientalis ingår i släktet Henricia och familjen krullsjöstjärnor. Inga underarter finns listade i Catalogue of Life.